# 立田悠悟
立田悠悟（1998年6月21日—），日本足球運動員，日本國家足球隊成員，司職後衛，現效力日職球隊柏雷素爾。

## 俱樂部生涯
立田悠悟在2010年加入清水心跳青训。2017年，立田悠悟从清水心跳青年队升入一线队，3月15日在日本联赛盃对柏雷素爾的比赛中，立田悠悟完成了职业生涯首秀，在首个赛季，立田悠悟仅有6次出场。
2018年赛季，立田悠悟坐稳了球队主力右后卫的位置，在各项赛事为清水心跳出场29次并在联赛第2轮面对神户胜利船的比赛中打入职业生涯首球。
2019年赛季，立田悠悟改打中后卫，出场14次的他贡献了1次助攻。

## 國家隊生涯
立田悠悟在2017年12月入选了U23国奥队，并在2018年夏天的2018年雅加达亚运会上作为主力中卫出场6次。
中卫出身的立田悠悟是日本U20国家队参加2017年韩国世青赛的主力。
他在2019年美洲杯的比赛中替补出场，完成了个人的国家队首秀。

## 外部連結
- Profile at Shimizu S-Pulse （页面存档备份，存于）
- 日本職業足球聯賽中的立田悠悟 （日語）
- 立田悠悟在 National-Football-Teams.com 上的出场纪录